# Johnny Most
John M. Most (né le 15 juin 1923 ; décédé le 3 janvier 1993) était un journaliste sportif et speaker américain, connu pour avoir été la voix officielle à la radio des Celtics de Boston en NBA de 1953 à 1990.
Sa prestation la plus célèbre eut lieu en 1965 lorsqu'il hurla une phrase restée fameuse Havlicek stole the ball! (Havlicek a volé la balle) lors de la dernière action du match 7 de la finale de Conférence Est des playoffs 1965. L'action offrit la victoire aux Celtics de Boston.
Il est considéré comme une légende par les fans des Celtics de Boston, celui-ci exerçant lors de l'ère dorée des années 1950 aux années 1980. Issu de la Nouvelle-Angleterre comme Bill Russell, Bob Cousy et Larry Bird, les fans des Celtics regardaient le match à la télévision et coupaient le son pour écouter Most à la radio.

## Biographie
Né à New York, de parents juifs, il fut baptisé ainsi en l'honneur de son grand-père paternel, l'intellectuel anarchiste américano-germanique Johann Most. Most commença sa carrière dans les années 1940 sous la houlette de Marty Glickman. Il fut engagé en 1953 par le propriétaire des Celtics de Boston Walter Brown et par l'entraîneur Red Auerbach afin de remplacer Curt Gowdy en tant que commentateur radio officiel des Celtics.
Pilote d'un B-24 lors de la Seconde Guerre mondiale, il remplit 28 missions de combat avec l'United States Air Force, étant décoré de sept médailles.
Contrairement à son confrère, Chick Hearn, qui n'hésitait pas à critiquer les Lakers de Los Angeles, Most ne critiquait que rarement les Celtics lors des matchs, mais il n'hésitait pas pour critiquer les joueurs des autres équipes. Par exemple, lors de la saison 1984-1985, il surnomma Magic Johnson "Crybaby Johnson" après que Johnson se soit plaint auprès des arbitres. Il surnomma également les joueurs des Bullets de Washington Rick Mahorn et Jeff Ruland "McFilthy" et "McNasty", les interchangeant suivant son envie et était très critique envers le jeu très physique des Pistons de Détroit durant les années 1980.
Le 10 octobre 1990, Johnny Most annonça qu'il prenait sa retraite pour cause d'ennuis de santé. Le 3 décembre de cette même année, Most fut honoré avec une cérémonie où son micro fut encadré et mis à l'honneur dans le Boston Garden, à l'instar des maillots retirés pour les joueurs. Le 3 janvier 1993, Most décéda à l'âge de 69 ans d'une crise cardiaque à Hyannis (Massachusetts).
Peu après sa mort, Johnny Most fut récompensé du prestigieux Curt Gowdy Media Award au Basketball Hall of Fame pour sa contribution au basket-ball. Le 4 octobre 2002, Most fut intronisé au New England Basketball Hall of Fame dans la catégorie média à l'université de Rhode Island.